# Unión Internacional de Juventudes Socialistas
La Unión Internacional de Juventudes Socialistas (en inglés: International Union of Socialist Youth, IUSY), fundada en 1946, comprende a las organizaciones juveniles de partidos socialistas democráticos, socialdemócratas y laboristas de más de 100 países del mundo. Organización fraternal de la Internacional Socialista. La sede de su secretaría general estuvo en Copenhague hasta 1954 y desde entonces se encuentra en Viena.

## Historia
Sus antecedentes están la creación de la Unión Internacional de Organizaciones Juveniles Socialistas (en alemán Internationale Verbindung Sozialistischer Jugendorganisationen, IVSJO) en Stuttgart en 1907. Su primer presidente fue Karl Liebknecht. Mantuvo lazos fraternales con la Segunda Internacional, siendo considerada su rama juvenil.
Después de la Primera Guerra Mundial y con motivo de la Revolución Bolchevique de 1917, las divisiones en los partidos y movimientos obreros afectan también a sus organizaciones juveniles. Así, la IVSJO acaba dividida en tres internacionales juveniles: la Internacional de la Juventud Comunista (1919-1943, afiliada a la Comintern), la Internacional de Juventudes Obreras (1921-1923, afiliada a la Segunda Internacional) y la Unión Internacional de Organizaciones de la Juventud Socialista (1921-1923, afiliada a UPSAI). Estas dos últimas se fusionan para crear la Internacional de la Juventud Socialista en 1923, durante el Congreso Fundacional de la Internacional Obrera y Socialista.
Tras la Segunda Guerra Mundial nuevamente se reorganizan los movimientos socialistas juveniles dando lugar a la actual IUSY el 30 de septiembre del 1946 en París. Por otra lado, las organizaciones comunistas crean la Federación Mundial de la Juventud Democrática (1945) y la Unión Internacional de Estudiantes (1946).

## Estructura

### Congreso Internacional de la IUSY
El Congreso Internacional de la IUSY es el órgano supremo de esta organización y se reúne cada dos años. Las organizaciones de pleno derecho pueden mandar cuatro delegados. Como en todos los órganos de esta organización, se exige una muy estricta cuota de género. Elige al presidente, a los vicepresidentes, al secretario general y los demás integrantes del Presidium.
Ver Congresos Internacionales de la IUSY. Además realiza, desde 1952, el Festival Mundial de la IUSY

### Otros órganos
- El Consejo, integrado por 2 delegados de cada organización miembro de la IUSY, se reúne anualmente entre cada Congreso Internacional;
- El Presidium, integrado por 19 miembros, entre ellos el presidente, los vicepresidentes y el secretario general;
- Comités regionales;
- Grupos de trabajo y redes temáticas;
- Secretariado General;
- Comisión de Control; y
- Cuerpo Arbitrario

'